# The Best of The Ramones
The Best of The Ramones è una compilation con brani rimasterizzati del gruppo statunitense Ramones, pubblicata nel 2004.

## Tracce
1. Pet Sematary (Dee Dee Ramone, Daniel Rey)
2. Don't Bust My Chops (Dee Dee Ramone, Joey Ramone, Daniel Rey)
3. Ignorance Is Bliss (Joey Ramone, Andy Shernoff)
4. Poison Heart (Dee Dee Ramone, Daniel Rey)
5. Anxiety (Marky Ramone, Skinny Bones)
6. Take It As It Comes (Jim Morrison, John Densmore, Robby Krieger, Ray Manzarek)
7. Out of Time (Mick Jagger, Keith Richards)
8. Somebody to Love (Darby Slick)
9. I Don't Want to Grow Up (Tom Waits, Kathleen Brennan)
10. Got a Lot To Say (C.J. Ramone)
11. Sheena Is a Punk Rocker (Live) (Joey Ramone)
12. Surfin' Bird (Live) (Al Frazier, Sonny Harris, Carl White, Turner Wilson)
13. Cretin Hop (Live) (Ramones)
14. Rockaway Beach (Live) (Dee Dee Ramone)
15. I Wanna Be Sedated (Live) (Joey Ramone)
16. Do You Remember Rock 'n' Roll Radio? (Live) (Joey Ramone)
17. Blitzkrieg Bop (Live) (Tommy Ramone, Dee Dee Ramone)
18. Teenage Lobotomy (Live) (Ramones)

## Formazione
- Joey Ramone - voce
- Johnny Ramone - chitarra
- Dee Dee Ramone - basso (nelle tracce dell'album Brain Drain)
- C.J. Ramone - basso e voce (nelle tracce degli album dal 1992 al 1996)
- Marky Ramone - batteria
- Tommy Ramone - batteria